# ハンドメイド・フィルムス
ハンドメイド・フィルムス（HandMade Films）はイギリスの映画製作会社。1978年にジョージ・ハリスンが弁護士のデニス・オブライエンと共同出資する形で設立した。

## 概要
モンティ・パイソンの映画『ライフ・オブ・ブライアン』はイエス・キリストの人生をパロディとして扱ったことから大手の製作会社が手を引いてしまったので、その制作を助ける形で設立された。
やがてイギリスの映画界の斜陽から勢いが下がり、1994年にカナダのパラゴン・エンターテインメントに売却された。ハリスンは完全に手を引き、更に会社を不正利用したとしてオブラインを告訴した。
ハンドメイド・フィルムスの手による作品の多くは、今は入手困難となっている。

## 作品
ハンドメイド・フィルムス名義で製作された作品は以下の通り。
- ライフ・オブ・ブライアン Monty Python's Life of Brian（1979年）
- 長く熱い週末 The Long Good Friday（1980年）
- バンデットQ Time Bandits（1981年）
- モンティ・パイソン・ライブ・アット・ザ・ハリウッド・ボウル Monty Python Live at the Hollywood Bowl（1982年）
- バッド・ガールズ Scrubbers（1982年）
- ストップ・ザ・売春天国 The Missionary（1982年）
- ゲイ人大尉と兵隊ヤクシャ Privates on Parade（1982年）
- 冒険・冒険・大冒険／ホラ吹きキャプテンの大冒険 Bullshot（1983年）
- 最強最後の晩餐 A Private Function（1984年）
- レゲエｄｅゲリラ Water（1985年）
- モナリザ Mona Lisa（1986年）
- 上海サプライズ Shanghai Surprise（1986年）
- ウィズネイルと僕 Withnail and I（1987年）
- Bellman and True（1987年）
- The Lonely Passion of Judith Hearne（1987年）
- トラック２９ Track 29（1988年）
- ファイブ・コーナーズ／危険な天使たち Five Corners（1988年）
- ジプシー／風たちの叫び The Raggedy Rawney（1988年）
- チェッキング・アウト Checking Out（1988年）
- 広告業界で成功する方法 How to Get Ahead in Advertising（1989年）
- パウワウ・ハイウェイ Powwow Highway（1989年）
- コールド・ドッグ・スープ Cold Dog Soup（1989年）
- ナンズ・オン・ザ・ラン-走れ！尼さん- Nuns on the Run（1990年）
- Ｍｒ.デーヴ The Wrong Guy（1997年）
- ロック、ストック&トゥー・スモーキング・バレルズ Lock, Stock and Two Smoking Barrels（1998年）
- Eloise: The Animated Series (TV) （2006年）
- マノレテ　情熱のマタドール Manolete（2007年）
- インファナル・ミッション　-テロ組織潜入スパイの真実- Fifty Dead Men Walking（2008年）
- プラネット51 Planet 51（2009年）
- 汚れなき情事 Cracks（2009年）
- 127時間 127 Hours（2010年）